# دياني روبرتس
دياني روبرتس (بالإنجليزية: Diane Roberts)‏ هي صحفية وكاتبة العمود أمريكية، ولدت في 7 يناير 1959 في تالاهاسي في الولايات المتحدة.